# 1893年至1894年英格蘭足總盃
1893/94球季英格蘭足總盃（英語：FA Cup），是第23屆英格蘭足總盃，今屆賽事的冠軍是諾士郡，他們在決賽以4:1擊敗保頓，奪得冠軍。本屆賽事在葛迪遜公園球場舉行。
本屆賽事由歷史最悠久的球會諾士郡贏得，他們當時身處次級聯賽。

## 外部連結
1. 英格蘭足總盃官網Archive-It的存檔，存档日期2012-04-24
2. 英格蘭足總盃 歷屆冠軍（页面存档备份，存于）